# مرقد زنجيري
مرقد زنجیري (بالفارسية: امامزاده زنجیری) هو مرقد شيعي تاريخي يعود إلى القاجاريون ودولة بهلوية، ويقع في شيراز.